# Музей на съвременото изкуство в Нитерой
Музеят на съвременото изкуство в Нитерой е музей, създаден от знаменитият бразилски архитект Оскар Нимайер в стил модернизъм. Намира се в бразилския град Нитерой в близост до Рио де Жанейро. Оскар Нимайер създава музея с помощта на инженер Бруно Контарини и е открит през 1996 г. след пет години строителство. Намира се на брега на морето върху скала. Диаметърът на "Чинията" е 50 метра, а диаметърът на колоната, на която е разположена тя, е само 9 метра. Около основата има езерце, което допълнително придава въздушност на сградата. Влизането в музея става по спираловиден пандус, от който се попада директно в картинната галерия, представляваща на кръг с големи панорамни прозорци. От прозорците се открива гледка към Рио де Жанейро, статуята на Христос и скалата наречена „Захарното цвекло“.. Самият Нимайер сравнява произведението си с извънземна летяща чиния, приземила се заради красотата на околността. 
Постоянната експозиция на музея представлява основно колекцията на Жоан Сатамини, която той събира в продължение на 45 години и дарява на музея. Правят се и изложби на бразилски и чуждестранни художници.